# Septaria
 (février 2008).
Si vous disposez d'ouvrages ou d'articles de référence ou si vous connaissez des sites web de qualité traitant du thème abordé ici, merci de compléter l'article en donnant les références utiles à sa vérifiabilité et en les liant à la section « Notes et références ».
Cet article concerne le nodule de dessication en géologie. Pour le mollusque, voir Septaria (animal).

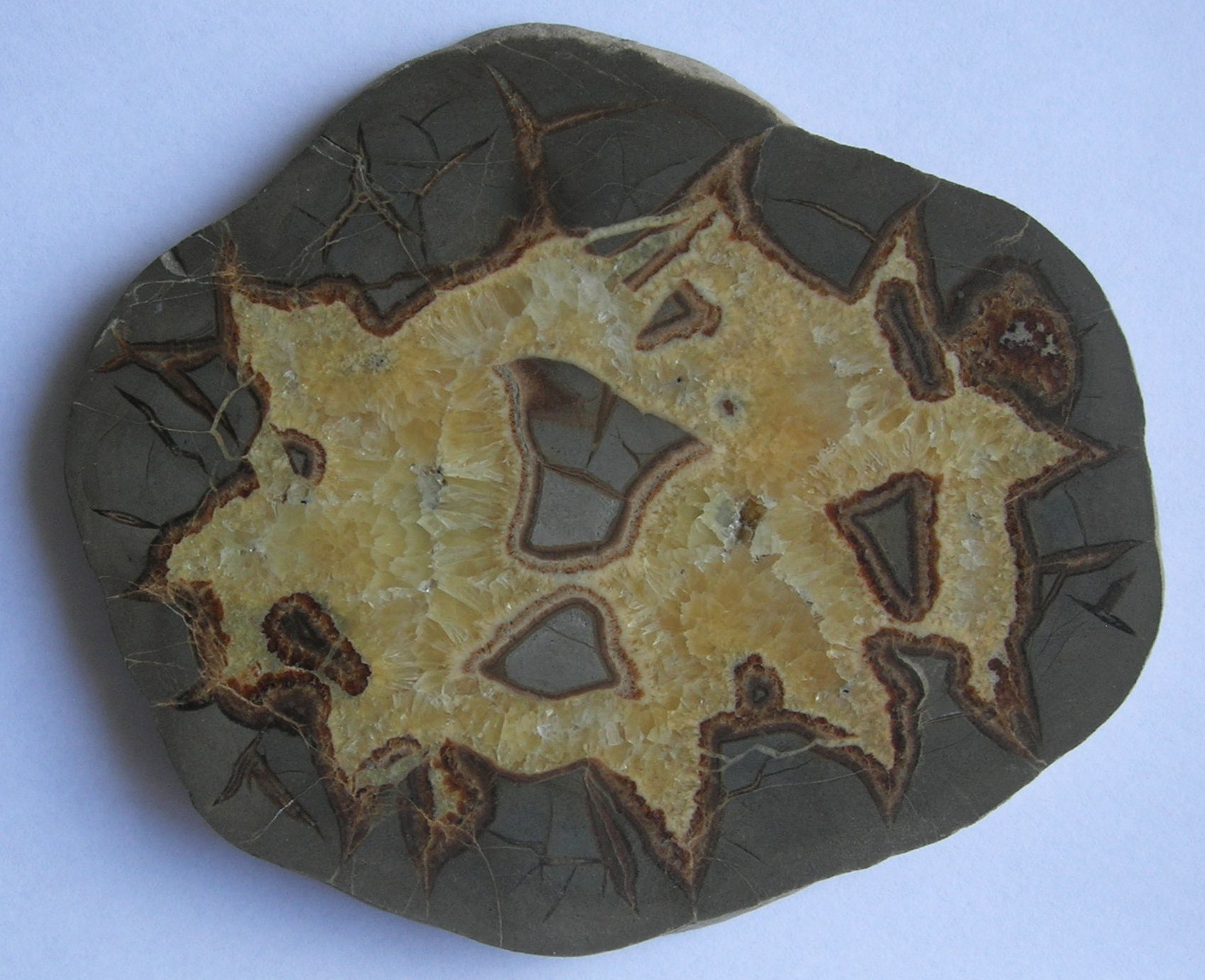
Septaria.

Un septaria est un nodule de dessiccation que l'on peut trouver dans les terres noires de l'Oxfordien dans les pré-Alpes. Ce sont des nodules qui cristallisent autour d'un nucléus et qui peut faire précipiter de la silice pure, donnant des quartz purs et automorphes.